# Менсфілд-парк (телесеріал, 1983)
«Менсфілд-парк» — британський телевізійний драматичний серіал 1983 року, створений BBC і адаптований за однойменним романом Джейн Остін 1814 року. Серіал став першою екранізацією роману. На відміну від фільму Патріші Розми 1999 року, він вірний роману Джейн Остін. Джонні Лі Міллер, якому належить роль Чарльза Прайса в цьому серіалі, зіграв Едмунда Бертрама в екранізації Розми.

## Сюжет
Події, як і у всіх романах Джейн Остін, розгортаються в тогочасній Англії. Це історія про доброчесність і вади. В центрі уваги юна і бідна Фанні Прайс, яка приїжджає в елегантний заміський маєток свого дядька, сера Томаса Бертрама. Тут лише її двоюрідний брат Едмунд прихильно ставиться до неї. Фанні починає свою довгу боротьбу за те, щоб її вважали повноправним членом родини, попри різницю в фінансовому становищі. Коли дівчина нарешті завойовує повагу Бертрамів, то викликає невдоволення свого дядька через відмову одружитися з Генрі Кроуфордом, заможним молодиком, який нещодавно одночасно залицявся до обох її двоюрідних сестер. А коли він зрозумів, що завоював прихильність Марії та Джулії, відразу ж втратив до них цікавість. Вона бачить справжню сутність Кроуфорда і не бажає одружуватися з таким безпринципним чоловіком.

## У ролях
| Актор              | Персонаж                                      |
| ------------------ | --------------------------------------------- |
| Кеті Дарем-Метьюз  | юна Фанні (англ. Young Fanny)                 |
| Сілвестра Ле Тузел | Фанні Прайс (англ. Fanny Price)               |
| Крістофер Вілльєрз | Том Бертрам (англ. Tom Bertram)               |
| Джайлз Ештон       | юний Том (англ. Young Tom)                    |
| Ніколас Фаррелл    | Едмунд Бертрам (англ. Edmund Bertram)         |
| Алекс Лоу          | юний Едмунд (англ. Young Edmund)              |
| Саманта Бонд       | Марія Бертрам (англ. Maria Bertram)           |
| Еліс Воллбанк      | юна Марія (англ. Young Maria)                 |
| Ліз Кровер         | Джулія Бертрам (англ. Julia Bertram)          |
| Шерон Бір          | юна Джулія (англ. Young Julia)                |
| Бернард Гептон     | сер Томас Бертрам (англ. Sir Thomas Bertram)  |
| Анжела Плесенс     | леді Бертрам (англ. Lady Bertram)             |
| Джилліан Мартелл   | пані Рашворт (англ. Mrs. Rushworth)           |
| Джонатан Стівенз   | містер Рашворт (англ. Mr. Rushworth)          |
| Анна Мессі         | пані Норріс (англ. Mrs. Norris)               |
| Пітер Фінн         | пан Норріс (англ. Mr. Norris)                 |
| Роберт Бербедж     | Генрі Кроуфорд (англ. Henry Crawford)         |
| Джекі Сміт-Вуд     | Мері Кроуфорд (англ. Mary Crawford)           |
| Ґорден Кей         | доктор Грант (англ. Dr. Grant)                |
| Сьюзен Едмонстон   | пані Грант (англ. Mrs. Grant)                 |
| Робін Ланґфорд     | Джон Єйтс (англ. John Yates)                  |
| Аллан Гендрік      | Вільям Прайс (англ. William Price)            |
| Люк Гілі           | юний Вільям Прайс (англ. Young William Price) |
| Елісон Фіск        | пані Прайс (англ. Mrs. Price)                 |
| Девід Бак          | містер Прайс (англ. Mr. Price)                |
| Еріл Мейнард       | Сьюзен Прайс (англ. Susan Price)              |
| Клер Сіммонз       | Бетсі Прайс (англ. Betsey Price)              |
| Пол Девіс-Правеллз | Сем Прайс (англ. Sam Price)                   |
| Джеймс Кемпбелл    | Том Прайс (англ. Tom Price)                   |
| Джонні Лі Міллер   | Чарльз Прайс (англ. Charles Price)            |
| Вів'єн Мур         | Ребекка (англ. Rebecca)                       |
| Невіл Філліпс      | Беддлі (англ. Baddely)                        |
| Норман Менн        | Дженкінс (англ. Jenkins)                      |

## Зовнішні посилання
Менсфілд-парк [Архівовано 21 липня 2021 у Wayback Machine.] на сайті «Screenonline» Британського інституту кінематографії